# خوسيه ريكيلمي
خوسيه ريكيلمي إي لوبيز باجو (بالإسبانية: José Riquelme)‏ (طراغونة 31 أغسطس 1880 - باريس 28 يناير 1972) هو عسكري إسباني برز في أدائه في حروب الريف والحرب الأهلية الإسبانية.

## السيرة الذاتية
انضم ريكليمي إلى الجيش في يونيو 1897. وعمل في وقت مهم من حياته العسكرية في المغرب، خلال ما يسمى حروب الريف. وأصبح عقيدا في سنة 1921 ورئيسًا لشرطة السكان المحمية المحليين. وبعد معركة أنوال تألق في مواجهة مع الجنرال سانخورخو عندما أشار في تصريحاته الخاصة في ملف بيكاسو إلى أنه قدم إلى رؤسائه خطة يمكن بموجبها مساعدة موقع جبل العروي حيث قتل فيها 3000 إسباني، وهو أمر نفاه سانخورخو القائد العام للقوات آنذاك في المنطقة. وفي سنة 1924 شارك في إعادة احتلال تطوان.
وفي سنة 1929، أصبح عضوًا في المحكمة العسكرية التي حاكمت خوسيه سانشيز غيرا لتزعمه انتفاضة فوج مدفعية سيوداد ريال. تسببت تبرئة السياسي المحافظ في نقل ريكيلمي إلى قوات الاحتياط.
في اليوم التالي لقيام الجمهورية الثانية 15 أبريل 1931، تمت ترقيته إلى جنرال وعين قبطانًا عامًا للمنطقة العسكرية الثالثة في فالنسيا. وفي فبراير 1935 تم تعيين خوسيه ريكيلمي رئيسًا للقيادة العسكرية الثانية، ومقرها في إشبيلية. بعد ذلك بوقت قصير قام وزير الحرب جيل روبلز بإزاحته من منصبه، تماشيًا مع سياسة التي اتبعتها الحكومة المحافظة المتطرفة بإقالة قيادات الجيش ممن يعتبر «يساريًا».
منذ اللحظات الأولى من الحرب الأهلية الإسبانية، ظل ريكيلمي مخلصًا لحكومة الجمهورية. فتم تعيينه رئيسًا لقيادة الفرقة الأول، لملء فراغ القيادة الذي كان موجودًا بعد فشل الانقلاب في 18 يوليو. وأرسل القوات التي هاجمت طليطلة وتلك التي قاتلت فيما بعد في غواداراما. في أغسطس ذهب إلى إكستريمادورا في قوة مليشيا قوامها 9,000 فرد لإيقاف قوات الجيش الأفريقي، لكن قواته تعثرت ونجحت فقط في تعطيل التقدم لبضعة أيام. وفي بداية سبتمبر عانت قواته من هزائم كبيرة في أوروبيسا وطلبيرة [الإنجليزية] أدت إلى طرده ومحاكمته. إلا أنه تمت برائته سنة 1938، وعاد إلى الخدمة قائدًا لبرشلونة.
وبعد سقوط كتالونيا سنة 1939، ذهب إلى المنفى في فرنسا. وهناك أصبح عضوًا في المجلس الأعلى للاتحاد الوطني الإسباني (UNE) في فرنسا. وبقي في الدولة الفرنسية حتى وفاته في باريس عام 1972. ودفن في المقبرة الباريسية في بير لاشيز.